# 拉努阿尔诺
拉努阿尔诺（法語：Lanhouarneau）是法国菲尼斯泰尔省的一个市镇，属于莫尔莱区。该市镇总面积17.69平方公里，2009年时的人口为1122人。

## 人口
拉努阿尔诺人口变化图示